# Anomala takasagoensis
Anomala takasagoensis är en skalbaggsart som beskrevs av K. Sawada 1941. Anomala takasagoensis ingår i släktet Anomala och familjen Rutelidae. Inga underarter finns listade i Catalogue of Life.